# EuroVelo 11
El EuroVelo 11, también conocido como la Ruta del Este de Europa, es una ruta ciclista internacional de larga distancia que recorre aproximadamente 6,750 km a través de 11 países.

## Recorrido
La ruta comienza en Nordkapp en el norte de Noruega y termina en Atenas, Grecia. A lo largo del camino, pasa por siete capitales europeas:Helsinki, Tallin, Vilna, Varsovia, Belgrado, Skopie y Atenas.

### Diversidad
El EuroVelo 11 ofrece una variedad de paisajes y culturas, desde los bosques boreales de Noruega hasta las playas mediterráneas de Grecia, aunque gran parte de la ruta está bien desarrollada y señalizada, algunas secciones aún están en desarrollo o en fase de planificación. Con una longitud de más de 6,000 km, el EuroVelo 11 es una de las rutas ciclistas más largas del mundo y es conocida por su desafío.